# Герцог Сассекский
Герцог Сассекский (англ. Duke of Sussex) — герцогский титул в пэрстве Соединённого королевства. Титул был присвоен 27 ноября 1801 года принцу Августу Фредерику, шестому сыну короля Георга III. Принцу также были пожалованы титулы барона Арклоу и графа Инвернесс, также в пэрстве Соединённого королевства. Поскольку у него не было законных наследников, титул угас после его смерти в 1843 году.
В 1999 году накануне свадьбы принца Эдуарда, младшего сына королевы Елизаветы II, эксперты предположили, что он, вероятнее всего, получит титул герцога Сассекского или герцога Кембридждского. Вместо этого принц Эдуард предпочел созданный специально для него титул графа Уэссекса, и было объявлено, что в конечном итоге он унаследует от отца, принца Филиппа, титул герцога Эдинбургского.
Позднее появилось предположение, что титул может быть присвоен принцу Уильяму к его свадьбе с Кэтрин Миддлтон в апреле 2011 года, но вместо этого Уильям получил титул герцога Кембриджского.
После присвоения титула герцога Кембриджского принцу Уильяму появились сообщения, что в будущем титул герцога Сассекского получит его младший брат принц Гарри. Титул герцога Сассекского был пожалован принцу Гарри в день его свадьбы с актрисой Меган Маркл 19 мая 2018 года с сопутствующими титулами графа Дамбартона и барона Килкила.

## Герцог Сассекс
- Август Фредерик, герцог Сассекский (1773—1843)
- Гарри, герцог Сассекский (р. 1984)